# لکسفیلد
لکسفیلد (به انگلیسی: Laxfield) یک روستا و محله مدنی در بریتانیا است که در Mid Suffolk واقع شده‌است.